# Tiffany Thornton

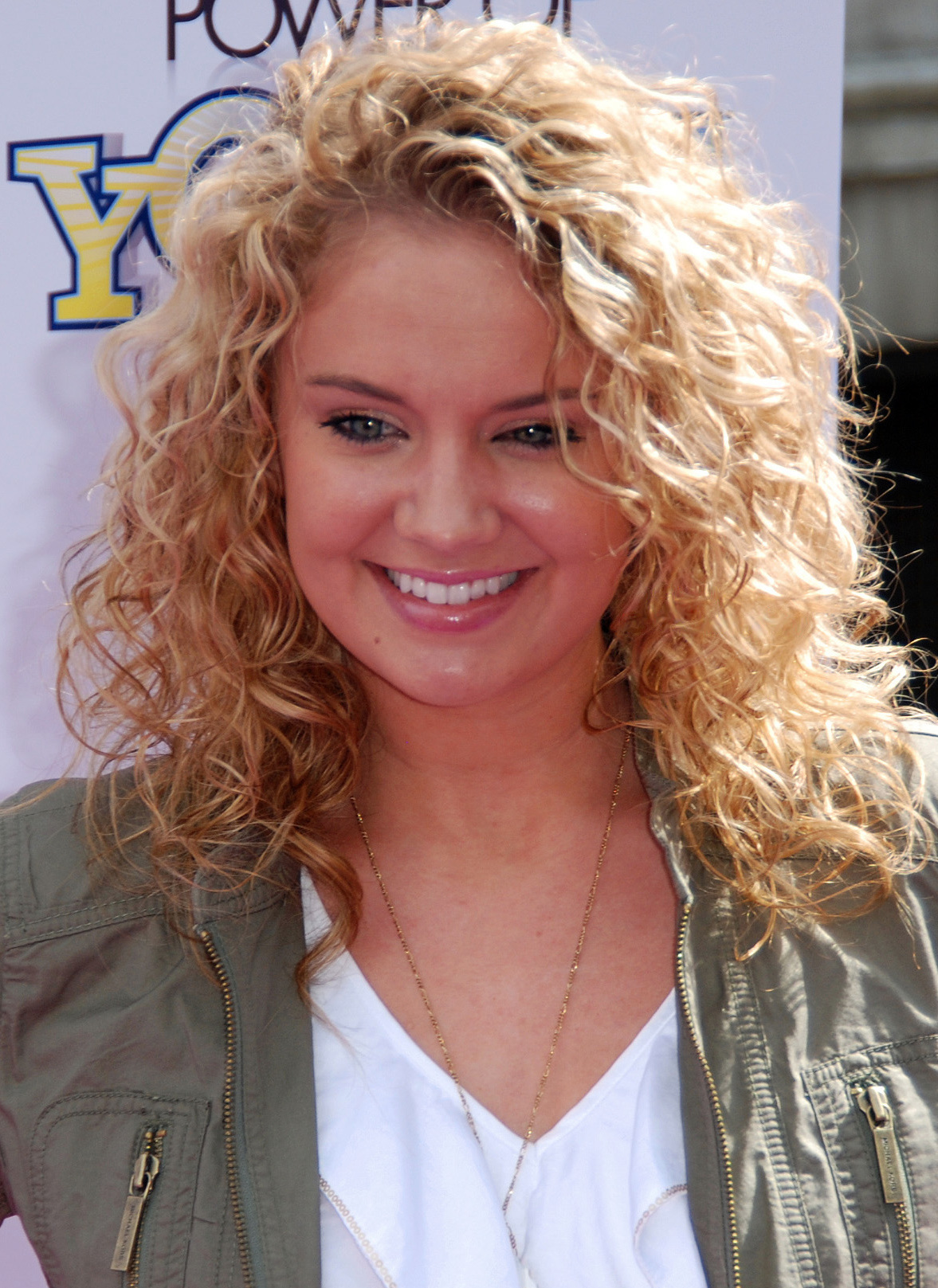
Tiffany Thorton 2010-ben

Tiffany Thornton (születési nevén Tifanny Dawn Thornton) (College Station, Texas, 1986. február 14. –) amerikai színésznő, énekesnő. Legismertebb szerepe Tawni Hart a Sonny, a sztárjelölt című sorozatban.

## Pályafutása
Első szerepe a Quintuplets című sorozatban volt. 2009-ben Tawni Hart szerepében szerepelt a Disney Channel Sonny, a sztárjelölt című sorozatában. Csirke kabala módra című filmben is szerepelt. 2011 és 2012 között a So Random című sorozatban szerepelt.
2015 és 2016 között a KLAZ rádión volt műsorvezető. A DisneyBaby.com bloggerje is.
2016 közepétől a Champion Christian College-nál dolgozik tanácsadóként.

## Magánélete
A Texas A&M University öregdiákja. Keresztény. 2009 decemberében Christopher Carney eljegyezte őt. 2011. november 12-én házasodtak össze. 2012. február 13-án bejelentette, hogy terhes első gyermekükkel. 2012. augusztus 14-én megszülte első fiúkat, Kenneth James-t. A gyermek keresztszülei Cassandra Scerbo és Wilmer Valderrama színészek. 2013. október 25-én bejelentette, hogy második gyermekével terhes. 2014. március 1-én megszülte második fiúkat, Bentley Cash-t. 2015. december 4-én a férje autóbalesetben meghalt. 2017. április 8-án Josiah Capaci eljegyezte. 2017. október 7-én házasodtak össze. 2018. április 11-én a bejelentette terhességét. 2018. november 9-én születtet meg az első közös gyermekük, Julia Joy. 2020. december 6-án bejelentette, hogy negyedik gyermekével terhes.

## Filmográfia

### Filmek
| Év   | Magyar cím                          | Eredeti cím              | Szerep           | Magyar hang |
| ---- | ----------------------------------- | ------------------------ | ---------------- | ----------- |
| 2014 | A kutya, aki megmentette a húsvétot | The Dog Who Saved Easter | Karen            |             |
| 2013 |                                     | Unlucky Charms           | Audrey           |             |
| 2012 | Versenyben az elnökségért           | Game Change              | Meghan McCain    |             |
| 2011 | Csingiling és a nagy verseny        | Pixie Hollow Games       | Villámlás (hang) |             |
| 2009 | Csirke kabala módra                 | Hatching Pete            | Jamie Wynn       | Vadász Bea  |

### Televíziós szerepek
| Év        | Magyar cím                                | Eredeti cím                                                             | Szerep                       | Megjegyzések                           |
| --------- | ----------------------------------------- | ----------------------------------------------------------------------- | ---------------------------- | -------------------------------------- |
| 2014–2015 |                                           | Muertoons                                                               | Lupita (hang)                | főszereplő                             |
| 2012      | Dr. Plüssi                                | Doc McStuffins                                                          | Xyla (hang)                  | 1 epizód                               |
| 2011      |                                           | PrankStars                                                              | önmaga                       | 1 epizód                               |
| 2011      |                                           | Disney's Friends for Change Games                                       | önmaga                       | műsorvezető                            |
| 2011–2012 |                                           | So Random!                                                              | Tawni Hart                   | főszereplő                             |
| 2010      | Kick Buttowski: A külvárosi fenegyerek    | Kick Buttowski: Suburban Daredevil                                      | Teena Sometimes (hang)       | 1 epizód                               |
| 2010      | Pecatanya                                 | Fish Hooks                                                              | Doris Flores Gorgeous (hang) | 1 epizód                               |
| 2009      |                                           | Lights, Camera, Take Action! Backstage with Disney's Friends for Change | önmaga                       | különkiadás                            |
| 2009–2011 | Sonny, a sztárjelölt                      | Sonny with a Chance                                                     | Tawni Hart                   | főszereplő magyar hangja Dögei Éva     |
| 2007      | Varázslók a Waverly helyből               | Wizards of Waverly Place                                                | Susan                        | 1 epizód magyar hangja Simonyi Piroska |
| 2007–2008 | Hannah Montana                            | Hannah Montana                                                          | Becky                        | 3 epizód                               |
| 2006      | Jericho                                   | Jericho                                                                 | Stephanie Lancaster          | 1 epizód                               |
| 2006      |                                           | That’s So Raven                                                         | Tyler Sparks                 | 1 epizód                               |
| 2006      | Született feleségek                       | Desperate Housewives                                                    | Barbie                       | 1 epizód                               |
| 2005      | A narancsvidék                            | The O.C.                                                                | Ashley                       | 3 epizód                               |
| 2005      |                                           | American Dreams                                                         | Tonya                        | 2 epizód                               |
| 2004      | Pimaszok, avagy kamaszba nem üt a mennykő | 8 Simple Rules                                                          | Marnie                       | 1 epizód                               |
| 2004      |                                           | Quintuplets                                                             | Stacy                        | 1 epizód                               |